# Shelley Long
Shelley Lee Long (Fort Wayne, 23 agosto 1949) è un'attrice e comica statunitense.
Vincitrice di due Golden Globe e un Emmy Award, è nota soprattutto per aver interpretato il personaggio di Diane Chambers nella sitcom Cin cin.

## Biografia
Il suo primo ruolo importante lo ha nel film A Small Circle of Friends (1980), al fianco di Brad Davis e Karen Allen. L'anno seguente veste inoltre i panni di Tala nel film Il cavernicolo di Carl Gottlieb, con Dennis Quaid. È però diventata famosa per la nomination al Golden Globe come miglior attrice protagonista per il film Vertenza inconciliabile (1984) e per aver vinto un Emmy Award per il ruolo di Diane Chambers nella fortunatissima sitcom Cin cin. 
Ha interpretato il ruolo ricorrente di DeDe Pritchett, ex moglie di Jay e madre di Claire e Mitchell, nella fortunata sitcom Modern Family.

## Vita privata
Si è sposata due volte; entrambi i matrimoni sono finiti col divorzio. Il suo primo marito è stato Ken Solomon; col secondo, Bruce Tyson, ha avuto una figlia, Juliana.

## Filmografia

### Cinema
- The Key (1977) - voce narrante
- A Small Circle of Friends, regia di Rob Cohen (1980)
- Il cavernicolo (Caveman), regia di Carl Gottlieb (1981)
- Night Shift - Turno di notte (Night Shift), regia di Ron Howard (1982)
- Un week end da leone (Losin' It) di Curtis Hanson (1983)
- Vertenza inconciliabile (Irreconcilable Differences), regia di Charles Shyer (1984)
- Casa, dolce casa? (The Money Pit), regia di Richard Benjamin (1986)
- Una fortuna sfacciata (Outrageous Fortune), regia di Arthur Hiller (1987)
- Bentornato fantasma (Hello Again) di Frank Perry (1987)
- In campeggio a Beverly Hills (Troop Beverly Hills) di Jeff Kanew (1989)
- Non dirle chi sono (Don't Tell Her It's Me), regia di Malcolm Mowbray (1990)
- La banca del seme più pazza del mondo (Frozen Assets) di George Miller (1992)
- La famiglia Brady (The Brady Bunch Movie) di Betty Thomas (1995)
- Il ritorno della famiglia Brady (A Very Brady Sequel) di Arlene Sanford (1996)
- Home di Brian Stovall (1996) - direct to video
- Le avventure di Ragtime (The Adventures of Ragtime) di William Byron Hillman (1998)
- Il dottor T e le donne (Dr. T & the Women), regia di Robert Altman (2000)
- A Couple of White Chicks at the Hairdresser, regia di Roxanne Messina Captor (2007)
- Mr. Vinegar and the Curse, regia di Peter Elbling (2008)
- Pizza Man, regia di Joe Eckardt (2011)
- Zombie Hamlet, regia di John Murlowski (2012)
- Best Man Down, regia di Ted Koland (2013)
- The Wedding Chapel - La chiesa del cuore, regia di Vanessa Parise (2013)
- A Matter of Time, regia di  Spenser Fritz, Brad Allen  (2014)
- Different Flowers, regia di  Morgan Dameron (2017)
- Christmas in the Heartland, regia di  Harvey Lowry (2017)

### Televisione
- That Thing on ABC – serie TV, 1 episodio (1978)
- Love Boat (The Love Boat) – serie TV, 1 episodio (1978)
- In casa Lawrence (Family) – serie TV, 1 episodio (1979)
- Trapper John (Trapper John, M.D.) – serie TV, 1 episodio (1979)
- M*A*S*H – serie TV, 1 episodio (1980)
- Cin cin (Cheers) – serie TV, 123 episodi (1982-1993)
- Shelley Duvall's Bedtime Stories – serie TV (1993-1994)
- Good Advice – serie TV (1993-1994)
- Frasier – serie TV (1994-2001)
- Lois & Clark - Le nuove avventure di Superman (Lois & Clark: The New Adventures of Superman) – serie TV, 1 episodio (1996)
- Murphy Brown – serie TV, 2 episodi (1995-1996)
- La vita con Louie (Life with Louie) – serie TV, 1 episodio (1996)
- Io e mio fratello (Boston Common) – serie TV, 1 episodio (1996)
- Sabrina, vita da strega (Sabrina, The Teenage Witch) – serie TV, episodio 2x16 (1998)
- Kelly Kelly – serie TV, 7 episodi (1998)
- Un detective in corsia (Diagnosis: Murder) – serie TV, 1 episodio (1998)
- Chicken Soup for the Soul – serie TV, 1 episodio (1999)
- Beggars and Choosers – serie TV, 1 episodio (2000)
- 8 semplici regole (8 Simple Rules... for Dating My Teenage Daughter) – serie TV, 1 episodio (2003)
- Squadra Med - Il coraggio delle donne (Strong Medicine) – serie TV, 1 episodio (2003)
- Joan of Arcadia – serie TV, 1 episodio (2004)
- Boston Legal – serie TV, 1 episodio (2005)
- Prima o poi divorzio! (Yes, Dear) – serie TV, 1 episodio (2005)
- Selvaggi (Complete Savages) – serie TV, 1 episodio (2005)
- Colpo di fulmine (Falling in Love with the Girl Next Door), regia di Armand Mastroianni (2006) – film TV
- Luna di miele con la mamma (Honeymoon with Mom), regia di Paul A. Kaufman (2006) – film TV
- I Griffin (Family Guy) – serie TV, 1 episodio (2011) – voce
- Vi presento i miei (Retired at 35) – serie TV, 1 episodio (2011)
- A.N.T. Farm - Accademia Nuovi Talenti (A.N.T. Farm) – serie TV, 1 episodio (2011)
- Mamma in un istante (Instant Mom) – serie TV, 1 episodio (2015)
- Modern Family – serie TV, 8 episodi (2009-2018)
- La legge di Milo Murphy (Milo Murphy's Law) – serie TV, 2 episodi (2017-2018)

## Riconoscimenti
- Primetime Emmy Awards
  - 1983 – Migliore attrice protagonista in una serie commedia per Cin cin

## Doppiatrici italiane
Nelle versioni in italiano dei suoi lavori, Shelley Long è stata doppiata da:
- Isabella Pasanisi in La famiglia Brady, Il ritorno della famiglia Brady, Famiglia Brady for President
- Roberta Paladini in Casa, dolce casa?, Una fortuna sfacciata, Non dirle chi sono
- Silvia Pepitoni in Night Shift - Turno di notte, In campeggio a Beverly Hills
- Aurora Cancian in Modern Family, La legge di Milo Murphy
- Alba Cardilli in Love Boat
- Elda Olivieri in Cin cin
- Laura Mercatali in Un week end da leone
- Simona Izzo in Bentornato Fantasma
- Vittoria Febbi in La banca del seme più pazza del mondo
- Stefania Patruno ne L'amore non muore mai
- Stefania Giacarelli in Natale a giugno
- Anna Cesareni ne Il dottor T e le donne
- Paola Della Pasqua in Casa, dolce casa? (ridoppiaggio)